# Aleksander Jagiełło
Aleksander Jagiełło (ur. 2 lutego 1995 w Warszawie) – polski piłkarz występujący na pozycji pomocnika w polskim klubie Górnik Łęczna. Wychowanek Legii Warszawa, w swojej karierze grał także w takich zespołach jak Podbeskidzie Bielsko-Biała, Lechia Gdańsk, Arka Gdynia, Dolcan Ząbki oraz Znicz Pruszków. Były młodzieżowy reprezentant Polski.

## Statystyki kariery
(aktualne na dzień 5 stycznia 2019)
| Klub                              | Sezon              | Liga               | Liga  | Liga   | Puchar Polski | Puchar Polski | Europa | Europa | Suma  | Suma   |
| Klub                              | Sezon              | Liga               | Mecze | Bramki | Mecze         | Bramki        | Mecze  | Bramki | Mecze | Bramki |
| --------------------------------- | ------------------ | ------------------ | ----- | ------ | ------------- | ------------- | ------ | ------ | ----- | ------ |
| Legia Warszawa                    | 2011/12            | Ekstraklasa        | 0     | 0      | 0             | 0             | 0      | 0      | 0     | 0      |
| Legia Warszawa                    | 2012/13            | Ekstraklasa        | 0     | 0      | 3             | 0             | 0      | 0      | 3     | 0      |
| Podbeskidzie Bielsko-Biała (wyp.) | 2013/14            | Ekstraklasa        | 18    | 2      | 0             | 0             | –      | –      | 18    | 2      |
| Lechia Gdańsk (wyp.)              | 2013/14            | Ekstraklasa        | 3     | 0      | 0             | 0             | –      | –      | 3     | 0      |
| Arka Gdynia (wyp.)                | 2014/15            | I liga             | 17    | 1      | 1             | 0             | –      | –      | 18    | 1      |
| Dolcan Ząbki (wyp.)               | 2015/16            | I liga             | 6     | 1      | 2             | 0             | –      | –      | 8     | 1      |
| Znicz Pruszków (wyp.)             | 2015/16            | I liga             | 8     | 2      | 0             | 0             | –      | –      | 8     | 2      |
| Znicz Pruszków                    | 2016/17            | I liga             | 34    | 8      | 0             | 0             | -      | -      | 34    | 8      |
| Piast Gliwice                     | 2017/18            | Ekstraklasa        | 11    | 0      | 1             | 0             | -      | -      | 12    | 0      |
| Piast Gliwice                     | 2018/19            | Ekstraklasa        | 15    | 0      | 2             | 0             | -      | -      | 17    | 0      |
| Ogólnie w karierze                | Ogólnie w karierze | Ogólnie w karierze | 112   | 14     | 9             | 0             | 0      | 0      | 121   | 14     |

## Sukcesy

### Zespołowe
Piast Gliwice
- Mistrzostwo Polski: 2018/19

Legia Warszawa
- Puchar Polski:2012/2013